# Mandelonitril
Mandelonitril ist eine chemische Verbindung aus der Gruppe der substituierten Nitrile und Alkohole, sie ist einerseits das Nitril der Mandelsäure, andererseits das Cyanhydrin von Benzaldehyd. Sie kommt zwei stereoisomeren Formen vor.

## Stereoisomerie
Die Tabelle zeigt beide Stereoisomere des Mandelonitrils. Sie unterscheiden sich in der Position der Hydroxygruppe (OH), die in dieser Darstellung entweder hinter der Zeichenebene liegt [(R)-Form] oder aus der Zeichenebene herausragt (S)-Form:
| Isomere von Mandelonitril |                       |                   |
| Name                      | (S)-Mandelonitril     | (R)-Mandelonitril |
| Andere Namen              | (−)-Mandelonitril     | (+)-Mandelonitril |
| Strukturformel            |                       |                   |
| CAS-Nummer                | 28549-12-4            | 10020-96-9        |
| CAS-Nummer                | 532-28-5 (Racemat)    |                   |
| EG-Nummer                 | 686-184-9             | 624-802-0         |
| EG-Nummer                 | 208-532-7 (Racemat)   |                   |
| ECHA-Infocard             | 100.211.895           | 100.153.359       |
| ECHA-Infocard             | 100.007.758 (Racemat) |                   |
| PubChem                   | 439767                | 9548674           |
| PubChem                   | 10758 (Racemat)       |                   |
| DrugBank                  | DB04737               | –                 |
| DrugBank                  | – (Racemat)           |                   |
| Wikidata                  | Q27095474             | Q27109028         |
| Wikidata                  | Q3844407 (Racemat)    |                   |

## Vorkommen
Mandelonitril kommt natürlich in kleinen Mengen in den Samenkernen einiger Früchte vor. Mandelsäurenitril ist hier das Aglycon der cyanogenen Glycoside Prunasin und Amygdalin. Prunasin-β-glucosidase ist ein Enzym, das Prunasin und Wasser zu D-Glucose und Mandelonitril umwandelt.

## Gewinnung und Darstellung
Mandelonitril kann durch Reaktion von Benzaldehyd mit Natriumhydrogensulfit und anschließende Umsetzung des Reaktionsproduktes mit einer wässrigen Lösung von Natriumcyanid oder Kaliumcyanid zum Racemat gewonnen werden.

## Eigenschaften
Mandelonitril ist eine brennbare, schwer entzündbare, gelbe Flüssigkeit, die sehr schwer löslich in Wasser ist. Sie zersetzt sich bei Erhitzung über 170 °C.

## Verwendung
Das natürlich vorkommende (R)-(+)-Enantiomer wird als Zwischenprodukt bei der Synthese von optisch aktiven Verbindungen wie α-Hydroxycarbonsäuren, α-Hydroxyaldehyden, α-Hydroxyketonen und 2-Aminoalkoholen verwendet.

## Sicherheitshinweise
Die Dämpfe von Mandelonitril können mit Luft ein explosionsfähiges Gemisch (Flammpunkt 86 °C) bilden. Mandelsäurenitril verursacht schwere Augenschäden und wirkt giftig bei Hautkontakt und beim Einatmen.